# Підборний
Підбо́рний (рос. Подборный) — селище у складі Крутіхинського району Алтайського краю, Росія. Адміністративний центр Підборної сільської ради.

## Населення
Населення — 397 осіб (2010; 492 у 2002).
Національний склад (станом на 2002 рік):
- росіяни — 95 %